# Henri Marescaux
Pour les articles homonymes, voir Marescaux.
Henri Marescaux, né le 12 septembre 1943 à Albertville (Savoie) et mort le 1er avril 2021 à Versailles (Yvelines), est un général d'armée et diacre français.

## Biographie

### Dans les Armées
Il est élève à l'École polytechnique de 1963 à 1965, puis devient officier dans l'Armée de terre avec les grades successifs de : sous-lieutenant (1965), lieutenant (1966), capitaine (1970), chef de bataillon (1977), lieutenant-colonel (1981), colonel (1985), général de brigade (1992), de division (1995), de corps d'armée (1998) et enfin d'armée (2001).
Au cours de cette carrière, il poursuit ses études à l'École des ponts ParisTech dont il sort en 1970 diplômé ingénieur civil, puis à l'École d'état-major et à l'École de guerre.
Lieutenant, il est affecté à l'École du génie comme éducateur. Il est ensuite affecté au 6e régiment du génie à Trèves, puis il dirige comme chef de corps le 19e régiment du génie à Besançon. De 1993 à 1997 il est directeur général de l'École polytechnique. Après avoir créé le service d’architecture des systèmes de forces à la Direction générale de l'Armement, il devient major général de l'armée de terre en 1999. Il termine sa carrière en 2002 avec le titre d'inspecteur général des armées.

### Au service de l'Église catholique
En 2004, il est ordonné diacre au sein du diocèse de Versailles par Mgr Éric Aumonier et se consacre au service des personnes prostituées. Après une expérience au mouvement du Nid, il crée l'association Tamaris pour leur venir en aide. Cette dernière en accompagne plusieurs centaines pour sortir de la prostitution, notamment en proposant des cours de français aux étrangères et en les assistant dans les démarches administratives,. Henri Marescaux assure la domiciliation de certaines à son adresse personnelle et organise un voyage à la Pentecôte à Trébeurden (Côtes-d'Armor) où il a sa résidence secondaire. En 2019, il publie un livre sur cette expérience, Les prostituées nous précèdent.
Il meurt le 1er avril 2021,.

## Distinctions
- Commandeur de la Légion d'honneur
- Commandeur de l'ordre de Saint-Grégoire-le-Grand